# Atentados no Rio Grande do Norte em 2023
Os atentados no Rio Grande do Norte em 2023 se referem a uma série de ataques criminosos que ocorrem no estado do Rio Grande do Norte desde a madrugada do dia 14 de março de 2023. Os distúrbios, organizados de dentro dos presídios por chefes de facções criminosas. A crise foi marcada por ataques perpetrados pelo crime organizado, que tinham como alvo o transporte público, prédios públicos e outros veículos. Durante a crise, que se iniciou na madrugada 14 de março de 2023 a população enfrentou tiroteios, toques de recolher e suspensão de serviços públicos, dentre outros transtornos. Os ataques foram comandados pela facção Sindicato do Crime ou Sindicato do RN, que domina o tráfico no estado.
Eles reivindicam melhores condições nos presídios e melhor tratamento aos presos , que segundo investigações, foram alvo de tortura, comida estragada e contaminação proposital de tuberculose por parte dos agentes estatais. As forças policiais do estado estão sendo auxiliadas por oficiais da Força Nacional de Segurança Pública desde a madrugada do dia 15 de março. Até a manhã do dia 18 de março, data do último balanço da Secretaria de Segurança Pública, foram registrados ataques em 44 municípios do Rio Grande do Norte, e 103 pessoas haviam sido presas por participação nos ataques criminosos.
Além da capital, Natal, outras cidades foram alvo de ataques, como Acari, Boa Saúde, Caicó, Campo Redondo, Cerro Corá, Jaçanã, Lagoa D'anta, Lajes Pintadas, Macau, Montanhas, Mossoró, Nísia Floresta, Parnamirim, Santo Antônio, Tibau do Sul , Touros, São Gonçalo do Amarante e São Miguel do Gostoso, dentre outras.

## Motivações
Segundo a Secretaria de Segurança Pública e Defesa Social do Rio Grande do Norte, os ataques teriam sido motivados em retaliação a atitudes do governo estadual de combate ao crime organizado. Duas semanas antes do início dos atentados uma operação apreendeu uma grande quantidade de armas de fogo e drogas, e líderes de organizações criminosas morreram em confronto com as forças policiais.
Porém, um comunicado atribuído à facção Sindicato do Crime disse que os ataques eram uma resposta às "degradantes" condições do sistema prisional estadual. Investigadores do Ministério Público do estado acreditam que os distúrbios têm acontecido para reivindicar a volta das visitas íntimas e autorização para o envio de refeições pelas famílias. Essa hipótese é fortalecida principalmente por uma investigação realizada em novembro de 2022 pelo Mecanismo Nacional de Prevenção e Combate à Tortura (MNPCT), que relatou a distribuição de marmitas com comida estragada, contaminação proposital de detentos saudáveis por tuberculose, e práticas de tortura física e psicológica nos presídios.

## Cronologia dos ataques

### 14 – 15 de março
Os primeiros ataques começaram a ser registrados na madrugada de 14 de março de 2023. A princípio foram registrados distúrbios em, além da capital Natal, pelo menos catorze cidades do estado. Houve ataques a vários prédios públicos: duas bases da Polícia Militar na zona oeste de Natal, tiros de arma de fogo contra a guarita do Fórum de Justiça de Parnamirim, na região metropolitana da capital, incêndios nas garagens das prefeituras de Jaçanã e Lajes Pintadas, tiros na prefeitura de Santo Antônio e um incêndio no prédio da Secretaria de Obras de Acari e sua frota veicular. Além disso, carros de passeio, viaturas, ônibus e veículos das prefeituras foram incendiados em Mossoró, Cerro Corá, Campo Redondo, São Miguel do Gostoso e Touros.
Na manhã de 14 de março os primeiros ataques à luz do dia aconteceram contra um ônibus escolar do município de Macaíba e um ônibus do transporte público de Parnamirim, ambos incendiados. Durante um ataque a uma empresa de transporte coletivo, um funcionário foi baleado no rosto. Ainda pela manhã mais dois ônibus foram atacados em Natal e a Secretaria de Mobilidade Urbana da cidade informou, em uma nota divulgada pela tarde, que "devido aos ataques, a frota de transporte está sendo recolhida para as suas garagens". Em Mossoró, um transportador de lixo foi abordado por duas pessoas que atearam fogo no seu caminhão caçamba. A prefeitura de Mossoró também suspendeu o transporte público, e as aulas da rede municipal de ensino e da Universidade Federal do Rio Grande do Norte (UFRN), Universidade Federal Rural do Semi-Árido (UFERSA) e Universidade do Estado do Rio Grande do Norte (UERN) foram suspensas. Na tarde de 14 de março a Secretaria de Segurança Pública do estado divulgou que, até aquele momento, já haviam sido registrados ataques em pelo menos dezenove cidades, e dezoito pessoas — incluindo um menor de idade — haviam sido presas. O órgão também relatou a apreensão de dinheiro vivo, dezoito artefatos explosivos (incluindo coquetéis molotov), drogas, cinco armas de fogo, quatro motos e um carro. No mesmo dia José Kemps Pereira de Araújo, conhecido como "Alicate", suposto mentor intelectual dos atentados e integrante da facção Sindicato do Crime, foi transferido do presídio de Alcaçuz para um presídio federal por questões de segurança.
Na noite de terça-feira, 14 de março, as prefeituras de Natal e Mossoró suspenderam os atendimentos em policlínicas e unidades básicas de saúde, mantendo apenas os serviços de urgência e emergência, unidades de pronto atendimento. Também foram suspensos os serviços de coleta de lixo nas duas cidades. Na madrugada do dia 15 de março, cem homens da Força Nacional chegaram ao Rio Grande do Norte, mas os ataques persistiram durante a noite. Em Natal quatro ônibus que estavam na garagem de uma empresa de turismo foram incendiados, o que causou um prejuízo de meio milhão de reais para o proprietário. Uma loja de motos na Avenida Nevaldo Rocha, uma das principais da capital, foi atingida por um coquetel molotov. Também em Natal bandidos abordaram um motorista, mandaram-lhe descer do carro e incendiaram o veículo. Ao menos três ônibus foram incendiados nas cidades de Areia Branca e Parnamirim, e em Currais Novos houve duas tentativas de atear fogo em veículos — ambas malsucedidas. Também foram incendiados um ônibus escolar, um ônibus de autoescola e um caminhão pipa em cidades do interior do estado. O Conselho Tutelar da cidade de Riachuelo sofreu uma tentativa de ataque na madrugada, mas a polícia chegou a tempo de impedir a ação dos bandidos.
Em 15 de março o transporte público voltou a funcionar em Natal, mas após o ataque a um ônibus na zona oeste da cidade a frota foi novamente recolhida às onze da manhã. A Polícia Civil da Paraíba encontrou em João Pessoa um dos mandantes dos ataques. José Wilson da Silva Filho, conhecido como "Argentino" e, de acordo com a polícia, chefe da maior facção criminosa do Rio Grande do Norte, estava escondido na capital paraibana e foi morto em confronto com a polícia do estado. Um balanço parcial, divulgado pela polícia na tarde de 15 de março, relatou que, até aquele momento 43 pessoas foram presas e dois suspeitos mortos, incluindo José Wilson.

### 16 – 17 de março
Mesmo com a chegada da Força Nacional ao estado, a madrugada de 16 de março registrou ataques em, além de Natal, pelo menos mais oito cidades potiguares. Pela manhã criminosos atearam fogo em um ônibus e a frota de transporte público foi novamente recolhida. A operação do sistema ferroviário da capital também foi interrompida após o ataque a uma estação no bairro Nova Natal. Dois supermercados foram atacados durante a madrugada: um estabelecimento em São Gonçalo do Amarante foi incendiado e outro, na zona leste de Natal, sofreu uma tentativa de saque frustrada pela polícia militar, que prendeu seis suspeitos. Além disso, um galpão de uma empresa de coleta de lixo e um posto de gasolina também foram atacados. Incêndios em veículos particulares e ônibus escolares foram registrados em várias cidades do interior, e a Câmara Municipal de Caicó foi alvo de tiros. A rodoviária de Natal paralisou as viagens intermunicipais após o incêndio de um ônibus da frota de uma das companhias operantes. Apenas no dia 16 de março foram registrados 39 ataques no estado. Os municípios de Várzea e Uiraúna, localizados na divisa com o RN, foram os primeiros do estado da Paraíba a cancelar as aulas por causa dos atentados.
Na madrugada de sexta-feira, 17 de março, quarta noite de ataques, a central de distribuição de remédios da prefeitura de São Gonçalo do Amarante foi incendiada e ficou completamente destruída, ocasionando, segundo o prefeito da cidade, um prejuízo de dez milhões de reais aos cofres públicos. O prédio do Centro de Referência da Assistência Social (CRAS) de Campo Redondo foi incendiado, e em Natal bandidos atearam fogo no pátio da Secretaria Municipal de Mobilidade Urbana, que guardava motocicletas usadas pelos agentes de trânsito. Ônibus e pneus foram incendiados em São Miguel do Gostoso e Canguaretama, e outros ataques foram registrados nas cidades de Arez, Montanhas e Lajes. Vários eventos do final de semana foram cancelados, incluindo dois festivais de culinária e uma partida de futebol do campeonato potiguar entre o América Futebol Clube e o ABC. Com escolta de guardas municipais, a coleta de lixo foi retomada na capital durante o dia com apenas 30% da frota regular em circulação. Na noite de 17 de março um policial penal foi morto a tiros no município de São Gonçalo do Amarante, e nove suspeitos de liderar os atentados no Rio Grande do Norte foram transferidos para presídios federais. Apesar disso, a Polícia Civil do estado informou que ordens para os ataques também foram dadas de presídios da Paraíba e da Bahia. A Universidade Federal Rural do Semi-Árido (UFERSA) resolveu manter a suspensão das aulas presenciais até o dia 24 de março, e a Universidade do Estado do Rio Grande do Norte (UERN) até o dia 22.

## Resposta

### Governo
|             | Flávio Dino | Logo do Twitter, um pássaro azul estilizado |
| @FlavioDino |             |                                             |

            Atendendo à solicitação da Governadora Fátima, do Rio Grande do Norte, autorizei o envio da Força Nacional para colaborar com a ação das forças estaduais de segurança. Outras ações estão sendo providenciadas e posteriormente serão anunciadas.

14 de março de 2023

Após os primeiros ataques, a Secretaria da Segurança e da Defesa Social da Paraíba reforçou a segurança na divisa com o Rio Grande do Norte e colocou-se à disposição para auxiliar. A governadora do Rio Grande do Norte, Fátima Bezerra (PT), declarou que os ataques eram "repugnantes" e "inaceitáveis". Em 14 de março Bezerra, que estava em Brasília, cancelou a agenda na capital federal para se encontrar com Flávio Dino, ministro da Justiça e Segurança Pública (MJSP), Tadeu Alencar, secretário nacional de segurança pública, e Ricardo Cappelli, secretário-executivo do Ministério da Justiça.
Na reunião, Fátima Bezerra solicitou ao MJSP o envio de homens da Força Nacional para ajudar as forças policiais do estado no combate aos ataques. No mesmo dia Dino autorizou e cem oficiais foram mandados para o Rio Grande do Norte. Além disso, o ministro solicitou a Polícia Federal  para auxiliar nas investigações. A Polícia Rodoviária Federal colocou-se à disposição para prestar apoio operacional à Polícia Militar e à Polícia Civil.  O primeiro avião da força nacional chegou com setenta oficiais, e o segundo, com os trinta restantes, chegou às duas horas da manhã de 15 de março. O MJSP também informou que determinou um reforço no patrulhamento das rodovias do interior do estado pela Polícia Rodoviária Federal, de forma que o deslocamento dos criminosos seja controlado. A Secretaria de Segurança do Rio Grande do Norte informou que mais cem agentes e trinta policiais do sistema penitenciário chegariam à região, somando um total de mais de duzentos oficiais.
Flávio Dino autorizou uma intervenção no sistema prisional do Rio Grande do Norte, com duração de trinta dias, e relatou: "se for necessário, colocaremos oitocentos policiais para ajudar o RN". A governadora Fátima Bezerra divulgou que um gabinete de crise seria instalado no governo do estado. Ela também confirmou que reforços de policiais e viaturas foram enviados ao RN pelos governos do Ceará e da Paraíba. Trinta policiais cearenses foram enviados para reforçar o patrulhamento em Mossoró, e mais noventa policiais da Força Nacional chegarão ao estado. Na noite de 16 de março o governo da Paraíba enviou trinta policiais militares. Também chegaram ao estado três helicópteros para ajudar no combate ao crime, sendo um da Polícia Federal, outro da polícia militar do Ceará e o último da polícia militar da Paraíba.
No dia 17 de março, a Polícia Federal enviou diversos armamentos e ajudou a mobilizar mais 90 agentes da Força Nacional e 300 agentes da Polícia Rodoviária Federal.
O Ministro da Justiça e Segurança Pública, Flávio Dino, relatou em entrevista no dia 20 de março que não havia necessidade de uma Operação de Garantia da Lei e da Ordem no Rio Grande do Norte. "Se for necessário GLO, quem vai pedir é a governadora (Fátima Bezerra), e claro que nós vamos atender, se for necessário. Ou seja, não há uma posição ideológica, nem no sentido de fazer amanhã, nem no sentido de rejeitar. Isso é uma decisão técnica", disse. "Os indicadores nesta noite de domingo justificam uma GLO? Não".

### Poder legislativo
O senador Styvenson Valentim (PODE) enviou um ofício ao Governo Federal pedindo o emprego das Forças Armadas no estado através de uma Operação de Garantia da Lei e da Ordem (GLO). No dia 17 de março de 2023, o presidente do Senado Federal, Rodrigo Pacheco (PSD), também pediu ao presidente Lula que autorizasse uma operação de GLO no Rio Grande do Norte.

## Desinformação e golpes
Em redes sociais e aplicativos de mensagens, como o WhatsApp, circulam inúmeras notícias falsas sobre os ataques no Rio Grande do Norte. Em 15 de março circulou uma informação falsa relatando que, em Mossoró, havia acontecido um atentado contra os moradores da residência universitária da Universidade Federal Rural do Semi-Árido (UFERSA), fato que a instituição negou em uma nota oficial. Além disso, uma série de mensagens enviadas por aplicativo divulgou um suposto plano dos criminosos de invadir e incendiar uma escola infantil com as crianças dentro, o que gerou tensão e pânico na população. Também circularam informações falsas a respeito de supostos ataques às escolas da Paraíba, o que foi desmentido pelo governo do estado.
Na noite de 17 de março um homem foi detido em Mossoró após atear fogo no próprio carro para receber o dinheiro do seguro e fazer um boletim de ocorrência.